# Dictyochaetopsis filamentosa
Dictyochaetopsis filamentosa är en svampart som först beskrevs av Onofri, och fick sitt nu gällande namn av Aramb. & Cabello 1990. Dictyochaetopsis filamentosa ingår i släktet Dictyochaetopsis och familjen Chaetosphaeriaceae.   Inga underarter finns listade i Catalogue of Life.